# Henri Lavedan

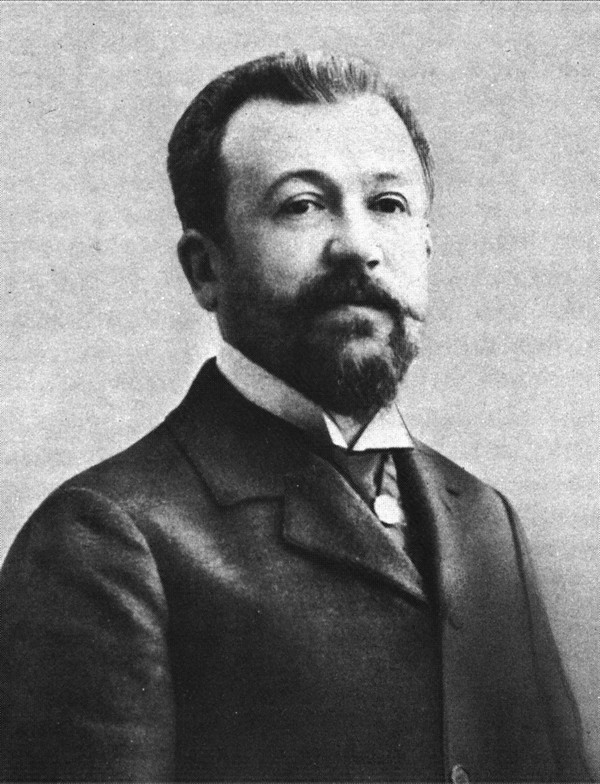
Henri Lavedan

Henri Léon Émile Lavedan (* 9. April 1859 in Orléans; † 4. September 1940 in Paris) war ein französischer Schriftsteller und Journalist.

## Leben
Der Sohn des Journalisten Léon Lavedan studierte in Paris ein Jahr lang Jura, bevor er sich ganz der Schriftstellerei widmete. Er schrieb Artikel für die Zeitschriften L'Écho de Paris, Le Figaro und Gil Blas, die später in mehreren Bänden als Bücher erschienen. Sein erster Erfolg als Theaterautor war die vieraktige Komödie Une famille, die 1890 am Théâtre-Français uraufgeführt wurde und ihm den Prix Toirac der Académie française brachte.
Als seine bedeutendsten Stücke gelten Le Prince d'Aurec (UA 1892 am Théâtre du Vaudeville), Le Marquis de Priola (1902 am Théâtre-Français) und das Drama Le Duel, das 1905 an der Comédie-Française uraufgeführt wurde. Mehrere seiner Stücke wurden auch verfilmt, so Catherine durch Mario Caserini (Caterina, 1921) und Le Duel durch Pierre Fresnay (1939). Für L'assassinat du duc de Guise (Film von André Calmettes und Charles Le Bargy, 1908) schrieb er das Szenario. Außerdem verfasste er auch mehrere Romane und Novellen.
Lavedan wurde als Kommandeur der Ehrenlegion ausgezeichnet. 1898 wurde er als Nachfolger von Henri Meilhac Mitglied der Académie française.

## Werke
- Mam’zelle Vertu, 1885
- Lydie, 1887
- Inconsolables, 1888
- Une famille, 1891
- Nocturnes, 1891
- Le nouveau jeu, Dialogroman (1898 als Komödie), 1892
- Viveurs, 1892
- Leur cœur, 1893
- Le Lit, 1894
- Leur beau physique, 1894
- Le prince d’Aurec, 1894
- Les Marionnettes, 1895
- Les deux noblesses, 1895
- Le vieux marcheur, Dialogroman (1899 als Komödie), 1895
- Leurs sœurs, 1896
- Les Jeunes, 1897
- Catherine, 1898
- Les beaux dimanches, Novellen, 1899
- Les Médicis, 1901
- Le Marquis de Priola, 1902.
- Varennes (mit Georges Lenôtre)
- C’est servi
- Le Duel, 1905
- Le bon temps, Novelle, 1906
- L’assassinat du duc de Guise, Roman und Filmszenario, 1908
- Bon an, mal an, sechs Serien von Artikeln, 1908–13
- Sire, 1909
- Servir, 1913
- Les grandes heures, sechs Serien von Artikeln, 1915–21
- La belle histoire de Geneviève, Dialogroman, 1920
- Le chemin du salut, Roman, 7 Bände, 1920–25
- Monsieur Vincent, aumônier des galères, 1928
- Avant l’oubli, 4 Bände, 1933–38